# La Maria Zanella
La Maria Zanella è un'opera teatrale di Sergio Pierattini con interprete unica, composta appositamente per l'attrice Maria Paiato.
Scritta in occasione del cinquantesimo anniversario dell'alluvione del Polesine del 1951, la pièce racconta la storia di una donna rimasta sola nella casa dei genitori.
Le parole della donna ripercorrono le vicende di una vita semplice e di una sensibilità intensa e fragile in un lento ed inesorabile percorso di avvicinamento fatto di ricordi, incubi e irreali dialoghi verso un drammatico ed inaspettato finale. Per l'interpretazione di questo monologo Maria Paiato nel 2005 ha vinto il Premio Ubu come migliore attrice. Lo spettacolo, prodotto da Argot Produzioni, è diretto da Maurizio Panici. I costumi sono di Sandra Cardini e le luci di Sara Pascale. De La Maria Zanella Radio Tre Rai nel 2001 ha prodotto una versione radiofonica con la stessa Paiato e la regia di Sergio Pierattini.